# Rena Tanaka
Rena Tanaka (田中 麗奈 Tanaka Rena?, nacido el 22 de mayo de 1980) es una actriz y personalidad de televisión japonesa. En 1999, ganó el Premio de la Academia Japonesa a la mejor revelación por su actuación en Give It All; en 2001, recibió una nominación a mejor actriz por Hatsukoi.
Aspirando a convertirse en actriz desde los cinco años, en realidad comenzó a hacer audiciones cuando estaba en sexto grado de la escuela primaria.

## Filmografía

### Cine
- Give It All (1998)
- GTO (1999)
- Hatsukoi (2000)
- Ekiden (2000)
- Suki (2001)
- Tokyo Marigold (2001)
- Gangushurisha (2002)
- Thirteen Steps (2002)
- Drugstore Girl (2003)
- A Day on the Planet (2004)
- Legend of Nin Nin Ninga Hattori (2004)
- Ubume no Natsu (2005)
- The Suspect: Muroi Shinji (2005)
- Tripping (2006)
- Waiting in the Dark (2006)
- GeGeGe no Kitarō (2007)
- Town of Evening Calm, Country of Cherry Blossoms (2007)
- The Silver Season (2008)
- 10 Promises to My Dog (2008)
- Mōryō no Hako (2008)
- Yamazakura (2008)
- Tsukiji Uogashi Sandaime (2008)
- Kitaro and the Millennium Curse (2008)
- Flowers (2010)
- Genji Monogatari: Sennen no Nazo (2011)
- The Wings of the Kirin (2012), Tokiko Kanamori
- Desperate Sunflowers (2016)
- The Katsuragi Murder Case (2016)
- Dear Etranger (2017)
- The Crimes That Bind (2018), Tokiko Kanamori

### Televisión
- Taira no Kiyomori (2012) – Yura Gozen
- Hana Moyu (2015) – Mōri Yasuko
- Akira and Akira (2017) – Ai Kitamura